# Benon

Benon este o comună în departamentul Charente-Maritime, Franța. În 1 ianuarie 2022 avea o populație de 1.811 de locuitori.